# Thomas Jefferson (friidrottare)
Thomas Jefferson, född 8 juni 1962 i Cleveland i Ohio, är en amerikansk friidrottare inom kortdistanslöpning.
Han tog OS-silver på 200 meter vid friidrottstävlingarna 1984 i Los Angeles. 